# Serconos afrykański
Serconos afrykański, lironos afrykański (Cardioderma cor) – gatunek ssaka z rodziny lironosowatych (Megadermatidae), występujący we wschodniej Afryce.

## Taksonomia
Gatunek po raz pierwszy zgodnie z zasadami nazewnictwa binominalnego opisał w 1872 roku niemiecki zoolog i botanik Wilhelm Peters nadając mu nazwę Megaderma cor. Holotyp pochodził z Abisynii. Jedyny żyjący współcześnie przedstawiciel rodzaju serconos (Cardioderma). 
Autorzy Illustrated Checklist of the Mammals of the World uznają ten gatunek za monotypowy. 

### Etymologia
- Cardioderma: gr. καρδια kardia „serce”; δερμα derma, δερματος dermatos „skóra”[7].
- cor: łac. cor, cordis „serce”[8].

## Zasięg występowania
Serconos afrykański występuje w Afryce Wschodniej, od wschodniego Sudanu i Erytrei na południe przez Etiopię, Dżibuti, Somalię, południowo-wschodni Sudan Południowy, północno-wschodnią Ugandę i Kenię do środkowej Tanzanii; obecny także na wyspie Zanzibar w archipelagu Zanzibar.

## Morfologia
Długość ciała (bez ogona) 70–77 mm, ogona brak, długość ucha 35–40 mm, długość tylnej stopy  14–19 mm, długość przedramienia 53–59 mm; masa ciała 21–35 g. Futro długie, niebieskoszare. Duże oczy, nos w kształcie serca. Wzór zębowy: I {\displaystyle {\tfrac {0}{2}}} C {\displaystyle {\tfrac {1}{1}}} P {\displaystyle {\tfrac {1}{2}}} M {\displaystyle {\tfrac {3}{3}}} = 26.

## Ekologia

### Tryb życia
Żyje na suchych nizinach i wybrzeżach, czasem zamieszkuje wyschnięte koryta rzek. Dzień przesypia w jaskiniach, opuszczonych budynkach i dziuplach w baobabach. Żyje w dużych koloniach. Owadożerny, podczas pory deszczowej chwyta głównie latające owady, podczas pory suchej poluje na owady żyjące na ziemi.

### Rozmnażanie
Zwierzęta monogamiczne, parzą się dwa razy w roku – od marca do czerwca i od września do grudnia. Po trzech miesiącach ciąży samica rodzi jedno młode, które następnie karmi mlekiem przez kolejne trzy miesiące. Młode rodzi się nagie i ślepe i przez pierwsze dwa miesiące życia jest noszone przez matkę. Potem uczy się samodzielnie latać.